# Протонаука
Протонау́ка (от др.-греч. πρῶτος «первичный» и наука) — собирательное название для исторических философских дисциплин, которые существовали до разработки научного метода и стали впоследствии науками. Стандартным примером является алхимия, которая позднее стала химией, или астрология, из которой впоследствии развилась астрономия.
В более широком смысле термин «протонаука» может быть использован применительно к любому набору убеждений или теорий, которые ещё не были адекватно проверены в рамках научного метода, так что они могут со временем стать наукой.

## Основные направления
- Астрология
- Алхимия